# 民主变革之伞
民主变革之伞（缩写为UDC）是博茨瓦纳的一个政党联盟，政治立场为中间偏左至左翼。该联盟成立于2012年11月。目前，该联盟由博茨瓦纳民族阵线、争取进步人士联盟和博茨瓦纳人民党组成。在2024年博茨瓦納大選中，该联盟击败自博茨瓦纳独立以来连续执政长达58年的博茨瓦纳民主党，取得执政权，该联盟主席杜马·博科出任博茨瓦纳总统。